# Cuarta Parte
Cuarta Parte är en ort i Mexiko.   Den ligger i kommunen Silao de la Victoria och delstaten Guanajuato, i den centrala delen av landet, 280 km nordväst om huvudstaden Mexico City. Cuarta Parte ligger 1 812 meter över havet och antalet invånare är 323.
Terrängen runt Cuarta Parte är huvudsakligen platt, men norrut är den kuperad. Runt Cuarta Parte är det ganska tätbefolkat, med 207 invånare per kvadratkilometer. Närmaste större samhälle är Guanajuato, 15,1 km nordost om Cuarta Parte. Trakten runt Cuarta Parte består till största delen av jordbruksmark.